# NK BSK Bijelo Brdo
Nogometni klub BSK Bijelo Brdo hrvatski je nogometni klub iz Bijelog Brda.
Trenutačno se natječe u Prvoj nogometnoj ligi.

## Povijest
Nogometni klub BSK Bijelo Brdo osnovali su lokalni Srbi, 1935. godine, a najveću ulogu u njegovom osnivanju imali su: Mišo Ostojić, Radivoja Popović, Lazo Volarev, Žarko Vuković, Đoko Petrašević i Ljubomir Milinković. Prva nogometna lopta u selu je viđena 1928. godine, a u mjesto ju je donio Jovo Nikšić – Dido.
Do Drugoga svjetskog rata NK BSK igra prijateljske utakmice s klubovima iz okolnih naselja, a 1943. godine cijeli sastav kluba odlazi u partizane, gdje ih većina daje život u borbi protiv fašizma.
Iako osnovan 1935. godine, klub je registriran tek 1953. godine, a prva službena utakmica odigrana je 12. studenoga 1953. godine u Boboti, s domaćim Sremcem.

## Vanjske poveznice
- Profil, HNS Semafor